# Fréville (Vosges)
Fréville település Franciaországban, Vosges megyében. Lakosainak száma 132 fő (2022. január 1.). Fréville Liffol-le-Grand, Mont-lès-Neufchâteau, Bazoilles-sur-Meuse és Neufchâteau községekkel határos.

## Népesség
A település népességének változása:
| Lakosok száma | 152  | 160  | 159  | 145  | 138  | 135  | 131  | 130  | 132  |
|               | 2013 | 2015 | 2016 | 2017 | 2018 | 2019 | 2020 | 2021 | 2022 |